# Simulium larvipilosum
Simulium larvipilosum är en tvåvingeart som beskrevs av Okazawa 1984. Simulium larvipilosum ingår i släktet Simulium och familjen knott. Inga underarter finns listade i Catalogue of Life.